# جيمس جست
جيمس جست (بالإنجليزية: James Gist)‏ مواليد 26 أكتوبر 1986 في أضنة، هو لاعب كرة سلة أمريكي. بدأ مسيرته الاحترافية في سنة 2008. تم اختياره من قبل فريق سان أنطونيو سبرز خلال الدرافت. يحمل الرقم 14. يبلغ طوله 6 قدم 9 بوصة (2.1 م).

## المسيرة الاحترافية
لعب مع بييلا لكرة السلة في موسم 2008–2009، ثم لعب مع لوكوموتيف كوبان في الدوري الروسي في موسم 2009–2010، ثم لعب مع نادي بارتيزان لكرة السلة في موسم 2010–2011، ثم لعب مع فنربخشة لكرة السلة في الدوري التركي في موسم 2011–2012، ثم لعب مع بالونكيستو مالقا في الدوري الإسباني في سنة 2012، ثم لعب مع نادي باناثينايكوس لكرة السلة في سنة 2012.

## إحصائيات المسيرة

### الدوري الأوروبي
| السنة   | الفريق                       | لعب | بدأ | دقيقة | ميداني% | ثلاثية | حرة  | ارتداد | صنع | استلاب | تصدي | نقطة | أداء |
| ------- | ---------------------------- | --- | --- | ----- | ------- | ------ | ---- | ------ | --- | ------ | ---- | ---- | ---- |
| 2010–11 | نادي بارتيزان لكرة السلة     | 14  | 9   | 29.9  | .384    | .467   | .681 | 6.9    | 1.6 | 1.0    | 1.0  | 11.4 | 11.8 |
| 2011–12 | فنربخشة لكرة السلة           | 16  | 16  | 25.1  | .479    | .321   | .769 | 4.5    | .9  | 1.3    | .9   | 7.4  | 8.8  |
| 2012–13 | نادي باناثينايكوس لكرة السلة | 29  | 14  | 22.2  | .426    | .347   | .587 | 4.5    | .6  | .7     | .7   | 8.1  | 8.1  |
| 2013–14 | نادي باناثينايكوس لكرة السلة | 26  | 17  | 23.4  | .539    | .342   | .629 | 3.6    | .8  | 1.1    | .7   | 8.9  | 9.5  |
| 2014–15 | نادي باناثينايكوس لكرة السلة | 28  | 17  | 23.0  | .456    | .319   | .731 | 4.3    | 1.5 | 1.0    | .6   | 9.5  | 10.5 |
| 2015–16 | نادي باناثينايكوس لكرة السلة | 26  | 26  | 26.3  | .535    | .345   | .565 | 4.6    | 1.5 | 1.0    | .6   | 10.9 | 11.4 |
| المسيرة |                              | 139 | 99  | 24.1  | .472    | .354   | .649 | 4.5    | 1.1 | 1.0    | .7   | 9.3  | 10.0 |

## روابط خارجية
- جيمس جست على موقع الدوري الأوروبي لكرة السلة (الإنجليزية)
- جيمس جست على موقع سبورتس رفرنس (الإنجليزية)
- جيمس جست على موقع الدوري الإسباني لكرة السلة (الإسبانية)
- جيمس جست على موقع كرة السلة الأوروبية.كوم (الإنجليزية)
- جيمس جست على موقع كلية كرة السلة في سبورتس رفرنس.كوم (الإنجليزية)
- جيمس جست على موقع ريلجم (الإنجليزية)
- جيمس جست على موقع بروبوليرز (الإنجليزية)
- جيمس جست على موقع سبورتس رفرنس (الإنجليزية)